# Tropická geometrie

Tropická kubická křivka

Tropická geometrie je odvětví matematiky, které se zabývá studiem polynomů a jejich geometrických vlastností, když je sčítání nahrazeno minimalizací a násobení sčítáním:
{\displaystyle x\oplus y=\min\{x,y\},}
{\displaystyle x\otimes y=x+y.}
Například tropickým protějškem klasického polynomu {\displaystyle x^{3}+2xy+y^{4}} je {\displaystyle \min\{x+x+x,\;2+x+y,\;y+y+y+y\}}. Takové polynomy a jejich řešení mají důležité aplikace při řešení optimalizačních problémů, například problému optimalizace časů odjezdů pro síť vlaků.
Tropická geometrie je variantou algebraické geometrie, ve které se grafy polynomů podobají po částech lineárním sítím, a v níž čísla patří do tropického polookruhu místo tělesa. Protože klasická a tropická geometrie jsou blízce příbuzné, výsledky a metody lze mezi nimi převádět. Algebraické variety lze mapovat na tropické protějšky, a protože tento převod zachovává určité geometrické informace o původních veličinách, lze je použít jako nápovědu pro ukázat a zobecnění klasických výsledků z algebraické geometrie, jako je věta Brillova–Noetherové, pomocí nástrojů tropické geometrie.